# Kampor
Kampor ist ein Dorf auf der kroatischen Adriainsel Rab. Es hat 1173 Einwohner (Stand: 2011) und gehört politisch zur Stadt Rab in der Gespanschaft Primorje-Gorski kotar.

## Geographie
Das Dorf liegt am nördlichsten Punkt der Insel Rab.
Der höchste Punkt des Ortes liegt 40 Meter hoch, der niedrigste 0 Meter.

## Geschichte
In der Bucht von St. Fumia ist ein Franziskaner Kloster mit einer Kirche von 1458. Im Bereich des Klosters befindet sich die ältere romanische Kirche St. Euphumia, nach der das Kloster und die Bucht ihren Namen erhielten. Archäologische Ausgrabungen im Golf von Camposo haben die Überreste eines römischen Portikus (Mauern, Mosaiken) freigelegt.
Im Gebiet von Kampor errichteten die italienischen faschistischen Besatzer während des Zweiten Weltkriegs ein Konzentrationslager.

## Demographie
Im Jahr 2011 hatte Kampor 1173 Einwohner.
Die Bevölkerung lebte ursprünglich von der Landwirtschaft, heute ist der Tourismus die Haupteinnahmequelle. Bestes Beispiel dafür ist die touristische Siedlung Suha Punta südlich von Kamport (Turistično naselje Suha Punta). Nicht weit von dort, am Südfuß von Frkanj, befindet sich auch ein FKK-Strand.

### Bevölkerungsentwicklung
| Bevölkerungsübersicht nach Jahren | Bevölkerungsübersicht nach Jahren | Bevölkerungsübersicht nach Jahren | Bevölkerungsübersicht nach Jahren | Bevölkerungsübersicht nach Jahren | Bevölkerungsübersicht nach Jahren | Bevölkerungsübersicht nach Jahren | Bevölkerungsübersicht nach Jahren | Bevölkerungsübersicht nach Jahren | Bevölkerungsübersicht nach Jahren | Bevölkerungsübersicht nach Jahren | Bevölkerungsübersicht nach Jahren | Bevölkerungsübersicht nach Jahren | Bevölkerungsübersicht nach Jahren | Bevölkerungsübersicht nach Jahren |      |
| --------------------------------- | --------------------------------- | --------------------------------- | --------------------------------- | --------------------------------- | --------------------------------- | --------------------------------- | --------------------------------- | --------------------------------- | --------------------------------- | --------------------------------- | --------------------------------- | --------------------------------- | --------------------------------- | --------------------------------- | ---- |
| 1857                              | 1869                              | 1880                              | 1890                              | 1900                              | 1910                              | 1921                              | 1931                              | 1948                              | 1953                              | 1961                              | 1971                              | 1981                              | 1991                              | 2001                              | 2011 |
| 386                               | 442                               | 474                               | 475                               | 454                               | 566                               | 566                               | 682                               | 951                               | 966                               | 1186                              | 1011                              | 1109                              | 1178                              | 1293                              | 1173 |

## Sehenswürdigkeiten
Ein Mosaik wurde im Gedenkpark auf dem Gelände eines Konzentrationslagers errichtet.
Seine Hauptattraktionen sind das Franziskanerkloster St. Euphemia (Samostan Sveta Eufemija oder Sveta Fumija) und ein Museum (mit einer kleinen Galerie und Bibliothek) im südlichen Teil der Stadt, neben der Bucht von St. Euphemia (Uvala Sveta Eufemija). Neben Kampor befand sich ein Konzentrationslager während des Zweiten Weltkriegs, wo hauptsächlich slowenische Gefangene festgehalten wurden. Auf seinem Territorium befindet sich ein Denkmal.